# Nasser al Khelaifi
Nasser Al-Khelaifi (n. 12 noiembrie 1973, Doha, Ad-Dawhah, Qatar) este președintele clubului francez de fotbal Paris Saint-Germain.